# Rosa-Luxemburg-Stiftung

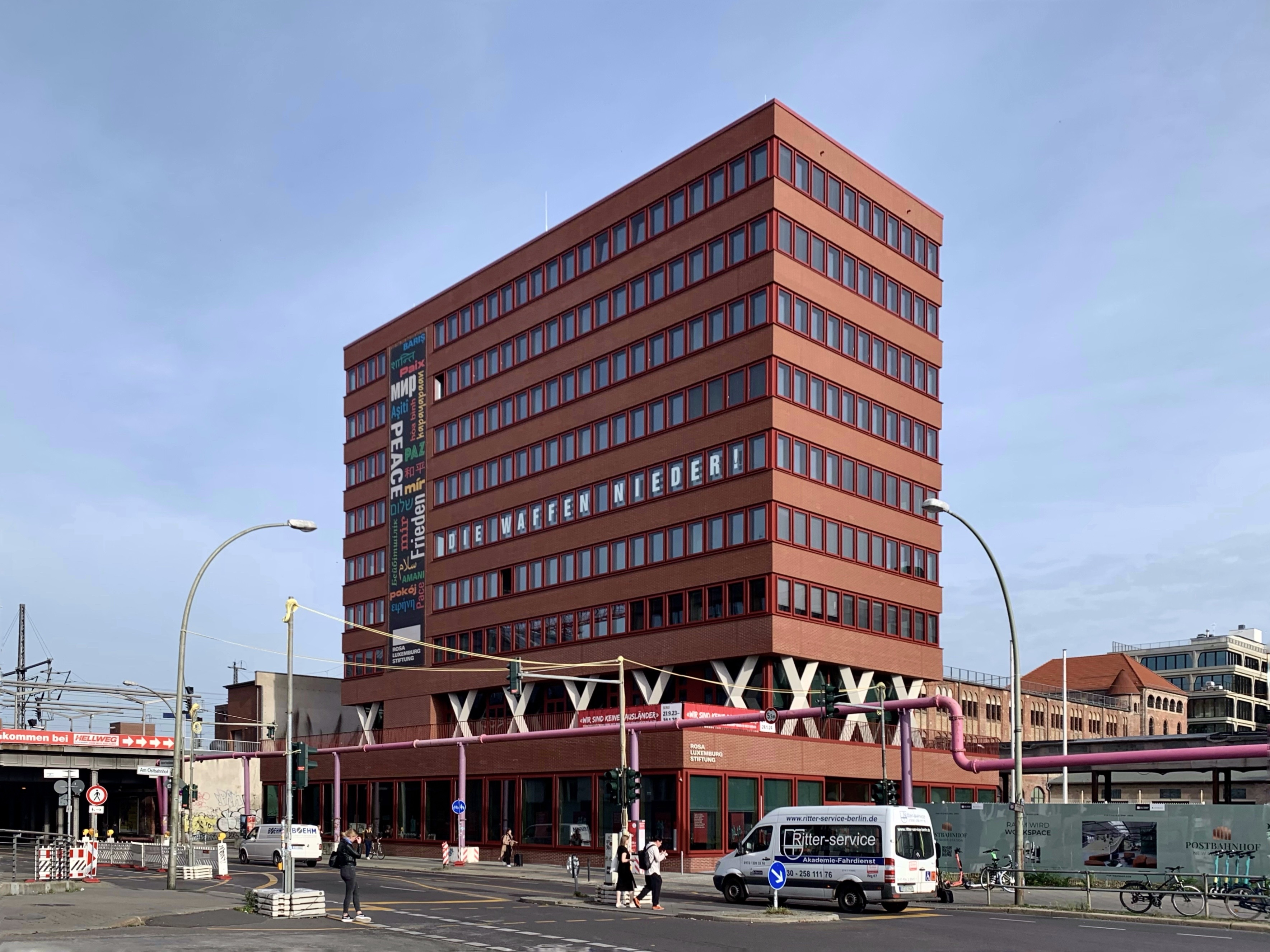
Zentrale der Rosa-Luxemburg-Stiftung (2023)

Die Rosa-Luxemburg-Stiftung Gesellschaftsanalyse und politische Bildung (RLS) ist eine deutsche parteinahe Stiftung der Partei Die Linke mit Sitz in der Straße der Pariser Kommune 8A im Berliner Ortsteil Friedrichshain. Benannt ist sie nach Rosa Luxemburg, der Politikerin und Vertreterin der europäischen Arbeiterbewegung, und versteht sich als der geistigen Grundströmung des demokratischen Sozialismus verpflichtet. Der Verein gehört zu den Trägern der politischen Bildungsarbeit in Deutschland.

## Geschichte
Im Jahr 1990 wurde der Verein Gesellschaftsanalyse und politische Bildung gegründet. Aus diesem ging die Rosa-Luxemburg-Stiftung hervor und wurde zwei Jahre später von der PDS als parteinaher, bundesweit tätiger Verein anerkannt. Die Umbenennung des Vereins in Rosa-Luxemburg-Stiftung Gesellschaftsanalyse und politische Bildung e. V. erfolgte im Jahr 2000. Ehrenamtliches Engagement trug maßgeblich zum Aufbau des Stiftungsverbundes bei. Dieser Verbund kooperiert in Deutschland mit Vereinen und Landesstiftungen, die der politischen Linken nahestehen. Die RLS nahm an mehreren internationalen Veranstaltungen wie dem Weltsozialforum in Porto Alegre 2001 und dem Europäischen Sozialforum in Paris 2003 teil. Zum 50. Jahrestag des Beginns der Verhandlungen der Konferenz über Sicherheit und Zusammenarbeit in Europa (KSZE) am 3. Juli 1973 organisierte die RLS eine Tagung in Berlin, um der Frage nachzugehen, wie angesichts der russischen Aggression in der Ukraine und der vielen Kriegsverbrechen eine kooperative Sicherheitspolitik in Europa aussehen könnte.
Im Jahr 2025 wurde die Stiftung in Russland zur unerwünschten Organisation erklärt.

## Engagement
Der Verein fühlt sich dem Demokratischen Sozialismus verbunden und fördert zahlreiche Projekte, veröffentlicht Publikationen, veranstaltet Vorträge, Konferenzen, Tagungen, Lesungen, Seminare, Diskussionen und Ausstellungen. Mit ungefähr sechzig Angestellten und vielen ehrenamtlichen Mitarbeitern unterstützt der Verein gemeinnützige Zwecke wie die Förderung von politischer Bildung und Wissenschaft, Kunst und Kultur sowie die internationale Verständigung. Über ihr Studienwerk vergibt die RLS Stipendien an Studierende und Promovierende. Finanziert wird die RLS über den Bundeshaushalt sowie über Mitgliedsbeiträge und Spenden.
Die RLS fungiert seit 1990 als Herausgeberin der Marx-Engels-Werke beim Karl Dietz Verlag Berlin und war bis 2008 an der Herausgabe der Zeitschrift Utopie kreativ beteiligt. Seit 2009 erscheint die Zeitschrift Luxemburg im VSA-Verlag. Seit 2022 unterstützt die RLS die digitale Ausgabe der Rosa-Luxemburg-Werke und realisiert die dazu gehörende Website. Über seine Arbeit berichtet die Stiftung in den Jahresberichten.

## Rechtsform und Finanzierung
Wie es auch bei den meisten anderen parteinahen Stiftungen der Fall ist, hat die RLS trotz des Namens nicht die Rechtsform einer Stiftung, sondern eines eingetragenen Vereins. Sie finanziert sich aus Spenden, Mitgliedsbeiträgen und insbesondere aus staatlichen Zuschüssen.
Das neue Stiftungsfinanzierungsgesetz, das am 23. Dezember 2023 in Kraft trat, führte zu einem deutlichen Rückgang der Einnahmen, weshalb nun Personal abgebaut werden muss.

## Organisation

### Grundlagen
Die Vereinssatzung sieht neben der Mitgliederversammlung (MV) als oberstes Organ drei weitere Gremien vor: Vorstand, wissenschaftlicher Beirat sowie den Rat der Landesstiftungen. Vorstand und Beirat werden von der MV gewählt, die Vertreter der Landesstiftungen werden von den jeweiligen Landesvorständen bestimmt. Der am 26. November 2022 gewählte Vorstand besteht aus:
- Heinz Bierbaum (Vorsitzender)
- Lena Saniye Güngör (stellv. Vorsitzende)
- Jan Korte (stellv. Vorsitzender)
- Daniela Trochowski (Geschäftsführerin)
- Alex Demirović, Richard Detje, Ulrike Detjen, Sophie Dieckmann, Barbara Höll, Victor Perli, Bernd Riexinger, Sonja Staack, Gabriele Zimmer

Mitglieder des wissenschaftlichen Beirats sind (Stand November 2023) die Beiratsvorsitzende Birgit Sauer, Wolfram Schaffar (Stellv. Beiratsvorsitzender), Franziska Scheier (Stellv. Beiratsvorsitzende) und Christa Wichterich (Stellv. Beiratsvorsitzende) sowie u. a. Frank Deppe, Andreas Fisahn, Mario Keßler, María do Mar Castro Varela, Margit Mayer und Markus Wissen.
Der wissenschaftliche Beirat ist ein ehrenamtliches Beratungsgremium der RLS. Er wurde durch Beschluss der MV 2008 eingerichtet. Der Beirat unterstützt die Arbeit der Stiftung vor allem unter wissenschaftlich-strategischen Gesichtspunkte. Er besteht aus mindestens sechs und höchstens zwanzig Mitgliedern. Die Beiratsmitglieder werden für vier Jahre von der MV gewählt. Der bzw. die Beiratsvorsitzende wird von den Beiratsmitgliedern aus ihrer Mitte bestimmt.

### Internationale Arbeit
Die Stiftung ist in über 26 Auslandsbüros direkt mit linken sozialen und politischen Kämpfen in verschiedenen Ländern und Kontinenten verbunden,  stellt einen unschätzbaren Erfahrungsreichtum dar, den es auch für die Arbeit der Stiftung im Inland zu nutzen gilt. Im brasilianischen São Paulo, in Quito, in Buenos Aires sowie in Mexiko-Stadt unterhält der Verein Regionalbüros, um die Aktivitäten in Lateinamerika zu koordinieren. Im Nahen Osten ist die RLS mit zwei Büros in Tel Aviv und Ramallah präsent. Sie ist weiterhin in Brüssel, Prag, New York City, Johannesburg, Dakar, Dar-Es-Salaam, Hanoi, Moskau (Büro wurde April 2022 geschlossen), Peking, Warschau, Neu-Delhi und Belgrad mit regionalen Vertretungen vor Ort. Im Oktober 2012 wurde ein Büro in Athen eröffnet. Der Verein ist weiterhin einer von 114 korrespondierenden Mitgliedern der Deutschen UNESCO-Kommission.

### Institut für Gesellschaftsanalyse
Zum Verein gehörte das Institut für Gesellschaftsanalyse (IfG). Diesem gehörten 15 Angestellte sowie fünf freie Mitarbeiter an. Die Arbeit erfolgt in Kooperation mit dem wissenschaftlichen Beirat der Stiftung. Mario Candeias ist seit 2013 der Direktor des Instituts, stellvertretende Direktorin ist Barbara Fried. Sein Vorgänger war Michael Brie. Weitere beteiligte Mitarbeiter waren u. a. Alex Demirović und Rainer Rilling. Zu den Arbeitsschwerpunkten des Instituts gehören u. a. die Entwicklung einer sozialistischen Transformationsforschung, die Analyse und Kritik des Kapitalismus und eine linke Friedens- und Sicherheitspolitik sowie gerechtere Formen der internationalen Zusammenarbeit. Es ist auch maßgeblich für die Produktion der Zeitschrift LuXemburg zuständig. Ende November 2023 wurde das Institut mit zwei anderen Bereichen zum Zentrum für Gesellschaftsanalyse und politische Bildung (ZAB) fusioniert.

### Historisches Zentrum Demokratischer Sozialismus
Das Historische Zentrum Demokratischer Sozialismus (HZDS) bündelt die Geschichtsarbeit der RLS mit den Schwerpunkten Rosa Luxemburg, die historische Sozialismus- und Kommunismusforschung, Antifaschismus und Erinnerungspolitik sowie Internationalismus und Migrationsgeschichte. Es vereint das Referat Geschichte, die wissenschaftliche Spezialbibliothek, das Archiv und die Fokusstelle Rosa Luxemburg. Ende des Jahres 2023 wurde es in das neu geschaffene Zentrum für Gesellschaftsanalyse und politische Bildung integriert.

### Zentrum für Gesellschaftsanalyse und politische Bildung
Im neuen Zentrum für Gesellschaftsanalyse und politische Bildung (ZAB) arbeiten seit dem 1. Dezember 2023 die bisherige Akademie für politische Bildung, das Institut für Gesellschaftsanalyse und das Historische Zentrum Demokratischer Sozialismus zusammen.

### Bibliothek
Seit über 20 Jahren ist die Bibliothek der Rosa-Luxemburg-Stiftung (Bibliothekssigel: B 1599) mit ihren vielfältigen Beständen eine renommierte wissenschaftliche Spezialbibliothek. Sie hält Medien zur Theorie und Geschichte linker Bewegungen, zur politischen Bildung sowie zu den Sozialwissenschaften bereit.
Insgesamt umfasst der Bestand der Bibliothek derzeit rund 40.000 Medieneinheiten. Der Gesamtbestand ist inzwischen nicht nur im Online-Katalog der Bibliothek, sondern auch im Verbundkatalog GBV und im WorldCat, der weltgrößten bibliografischen Datenbank, recherchierbar. Der Bestand kann über den auf Open Source basierenden Online-Katalog KOHA (OPAC) durchsucht werden. Zunehmend werden auch digitale Dokumente direkt über den Bibliothekskatalog verfügbar gemacht. Ergänzt wird das Angebot um etwa 1500 verschiedene Zeitschriftentitel, die auch über die Zeitschriftendatenbank (ZDB) recherchiert werden können und sechs Tages- und drei Wochenzeitungen.

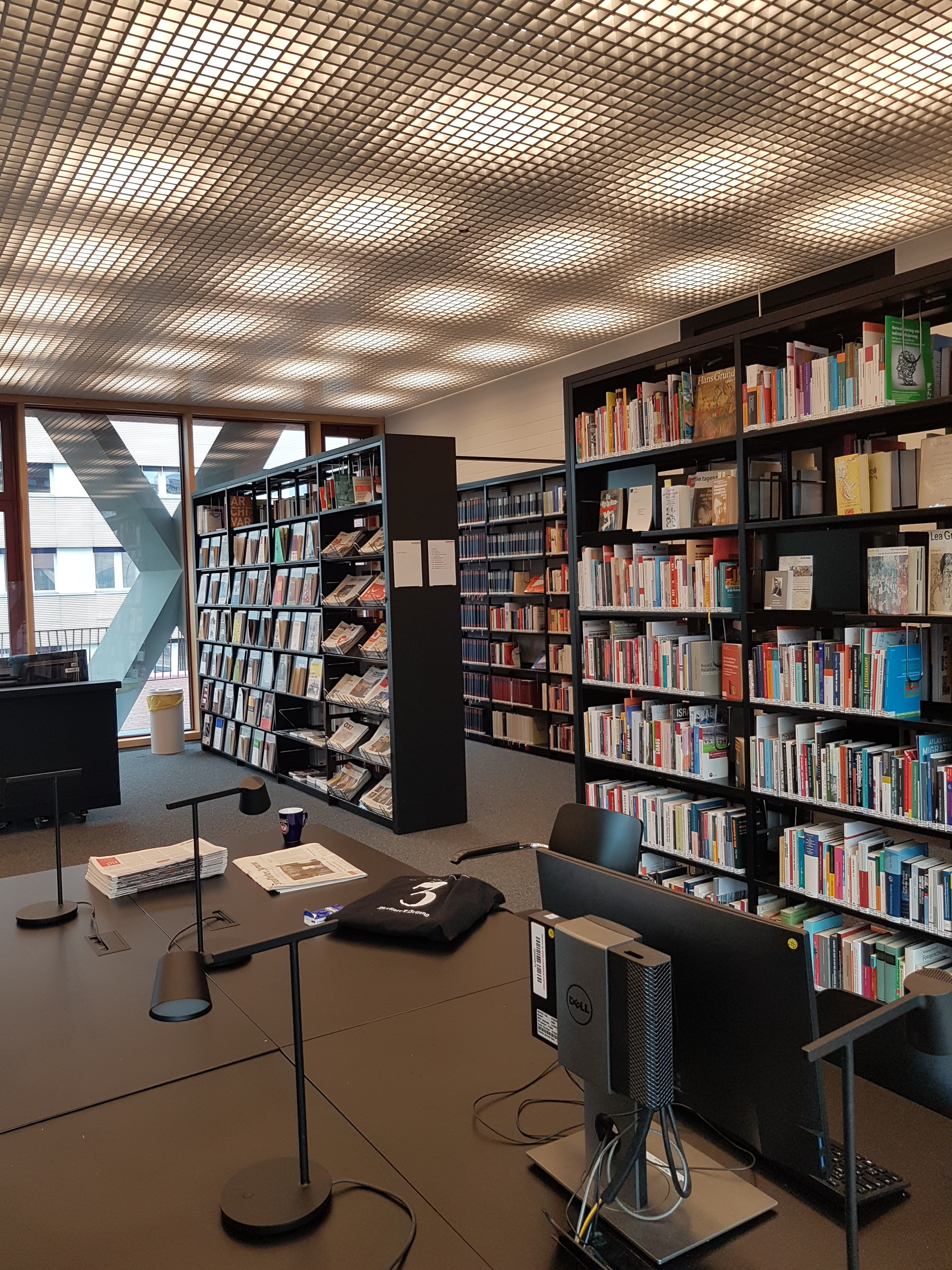
Wissenschaftliche Spezialbibliothek mit Lese- und Computerarbeitsplätzen

Die Bibliothek versorgt die Mitarbeiterinnen und Mitarbeiter der Stiftung sowie die interessierte Öffentlichkeit mit Literatur und versteht sich zugleich als Ort der Diskussion. Dazu gehören etwa die regelmäßig stattfindenden Buchvorstellungen in der Reihe «linksbündig». Die Bibliothek bietet darüber hinaus Arbeitsplätze für Studierende und Nutzerinnen und Nutzer außerhalb der RLS.
2022 hat die Bibliothek der Stiftung die Sammlung der Schriften Hermann Klenners übernommen und erschlossen. Der über 97-jährige Wissenschaftler zählte zu den bedeutendsten Rechtsphilosophen der DDR, beteiligte sich an der Gründung der Leibniz-Sozietät der Wissenschaften zu Berlin und war viele Jahre Mitglied im Kuratorium der Rosa-Luxemburg-Stiftung. Bis heute gehört er dem Ältestenrat der Partei DIE LINKE an. Sämtliche Bücher und Broschüren der Sammlung Klenner sind im Bibliothekskatalog verzeichnet und stehen im Lesesaal zur Nutzung bereit. Darüber hinaus konnte die Rosa-Luxemburg-Stiftung im Jahr 2006 die Privat-Bibliothek des Wissenschaftlers Johannes Agnoli als Spende in Empfang nehmen. Seit Februar 2025 hat der Lesesaal der Bibliothek den Namen der deutsch-jüdischen Antifaschistin und Widerstandskämpferin gegen den Nationalsozialismus Eva Mamlok.

### Landesstiftungen
Der Verein kooperiert in einem Verbund mit mehreren Landesstiftungen in den einzelnen Bundesländern. Diese tragen überwiegend den Namen „Rosa-Luxemburg-Stiftung“, teilweise aber auch Bezeichnungen wie der Kurt-Eisner-Verein in Bayern, die Helle Panke in Berlin oder die Peter-Imandt-Gesellschaft im Saarland.
Die Landesstiftungen haben ein eigenständiges Programm und eigene Haushalte, aus denen sie besondere Aktivitäten finanzieren. Die Rosa-Luxemburg-Stiftung Brandenburg verleiht etwa den John-Desmond-Bernal-Preis an Nachwuchswissenschaftler, die sächsische Landesstiftung den Wissenschaftspreis der Rosa-Luxemburg-Stiftung Sachsen.

### Hans- und Lea-Grundig-Stiftung
Nach Vereinbarung mit der Ernst-Moritz-Arndt-Universität Greifswald hat die RLS am 9. Februar 2011 die Trägerschaft der Hans- und Lea-Grundig-Stiftung übernommen und sich zum Ziel gesetzt, den letztmals 1996 verliehenen Hans-und-Lea-Grundig-Preis im Sinne der Stifterin Lea Grundig weiter zu vergeben. Hans Grundig und Lea Grundig, das Maler- und Grafikerehepaar mit starker politischer Aussagekraft in ihren Werken waren im Verband Bildender Künstler der DDR.

### Treuhandstiftungen
Die Rosa-Luxemburg-Stiftung vertritt rechtlich mehrere unselbständige Stiftungen, welche gemäß ihren Satzungen jeweils eigene Ziele verfolgen. Die Liste umfasst (Stand November 2021):
- Max-Lingner-Stiftung
- Hermann-Henselmann-Stiftung
- Erik-Neutsch-Stiftung
- Harald-Breuer-Stiftung
- Modrow-Stiftung
- Clara-Zetkin-Stiftung

## Neubau der Stiftungszentrale
Für eine neu zu bauende Hauptverwaltung wurde 2013 ein Architektenwettbewerb veranstaltet, den die ARGE Kim Nalleweg + Trujillo Moya Architekten gewonnen hatte. Nach diesen Plänen starteten die Bauarbeiten am 30. Oktober 2017 mit dem symbolischen ersten Spatenstich. Der Deutsche Bundestag hatte im Jahr 2014 gut 20 Millionen Euro bewilligt, die bis zum Jahr 2018 abgerufen werden konnten.
Der Neubau mit rund 5700 Quadratmetern Geschossfläche wurde auf einem 2,8 Millionen Euro teuren Grundstück in Berlin-Friedrichshain nahe der East-Side-Gallery südöstlich des Ostbahnhofs und neben dem alten Postbahnhof gebaut. Für das Projekt hatte sich im Sommer 2013 die Grundstücksgesellschaft Straße der Pariser Kommune 8 GmbH & Co. KG gegründet. Diese Firma gehört nach Recherchen der Tageszeitung Die Welt nicht der Stiftung, sondern zum Beteiligungsvermögen des ehemaligen Hauptmanns des MfS Matthias Schindler. Die Stiftung erteilte keine Auskünfte darüber, warum sie die größte Investition ihrer Geschichte mit einem ehemaligen Offizier des DDR-Geheimdienstes verwirklicht. Diese Zahlungsmodalitäten gehen auf Bodo Ramelow, seit dem 4. März 2020 Thüringer Ministerpräsident, erster Landeschef eines Bundeslandes von der Linken, zurück. Der Politiker der Partei Die Linke war bis zu seinem Ausscheiden Ende November 2014 im Vorstand der Stiftung für den Neubau zuständig. Ramelow hat diesbezüglich Kritik an seinem Vorgehen zurückgewiesen.
Am 28. Oktober 2020 hat die RLS die neue Zentrale eröffnet. Das neungeschossige Gebäude ist ein Stahlbeton-Bau mit vorgesetzter Backsteinverkleidung und hat oberhalb des Erdgeschossbereiches auffällige weiße X-förmige Stützen vor den Fenstern der ersten Etage; er kostete 24,7 Millionen Euro. In der neuen Zentrale sind Arbeitsplätze für 155 Personen vorhanden. Und das Haus hat einen öffentlich zugängigen Bereich mit Räumen für Veranstaltungen und Ausstellungen, einer wissenschaftlichen Spezialbibliothek mit Leseplätzen und mit dem Stiftungsarchiv. Die Stiftungsgeschäftsführerin, Daniela Trochowski betonte bei der Einweihung vor Pressevertretern, dass insbesondere auf die Einhaltung sozialer Standards während der Bauzeit geachtet wurde, ein Gewerkschafts-Ombudsmann habe garantiert, dass alle Beschäftigten am Bau nach Tariflohn bezahlt wurden. An der Fassade sollen Flächen für die Verbreitung politischer Botschaften genutzt werden. Der benachbarte bisherige Sitz der Stiftung am Franz-Mehring-Platz im Verlagsgebäude Neues Deutschland wird auch weiterhin von der Stiftung genutzt, gilt aber nicht mehr als Hauptsitz.

## Leitung
Von 1990 bis 2004 wurde der Verein durch einen dreiköpfigen geschäftsführenden Ausschuss des jeweiligen Vorstandes geleitet. Dem Ausschuss gehörte über den gesamten Zeitraum Evelin Wittich an sowie Hans Dehnert (1990–1992), Karl-Heinz Thieme (1990–1994), Dieter Klein (1994–1996), Jochen Weichold (1994–1998), Lutz Brangsch (1998–2004) und Michael Brie (1998–2004).
Geschäftsführer:
- 2002–2008: Evelin Wittich
- 2008–2020: Florian Weis
- seit 2020: Daniela Trochowski

Vorsitzende:
- 2004–2006: Reinhard Mocek
- 2006–2012: Heinz Vietze
- 2012–2022: Dagmar Enkelmann
- seit 2022: Heinz Bierbaum

## Publikationen (aktuelle Auswahl)
- Nuclear Free Future Foundation, Rosa-Luxemburg-Stiftung, Umweltstiftung Greenpeace, BUND, .ausgestrahlt (Hrsg.): Der Uranatlas. Daten und Fakten über den Rohstoff des Atomzeitalters. 2.  Auflage. April 2022 (Online [PDF; 7,6 MB; abgerufen am 29. April 2022]).
- Rosa Luxemburg, Paul Levi: Die Russische Revolution. Neuausgabe einer viel zitierten, aber selten gelesenen Schrift. Hrsg.: Jörn Schütrumpf. VSA-Verlag, Hamburg 2022, ISBN 978-3-96488-146-5.
- Julia Dück, Julia Garscha (Hrsg.): Aus Sorge kämpfen. Von Krankenhausstreiks, Sicherheit von Patient*innen und guter Geburt. Februar 2022 (Online [PDF; 1,2 MB; abgerufen am 29. April 2022]).
- Mario Candeias, Stephan Krull (Hrsg.): Spurwechsel. Studien zu Mobilitätsindustrien, Beschäftigungspotenzialen und alternativer Produktion. VSA-Verlag, Hamburg 2022, ISBN 978-3-96488-123-6.
- Atlas der Versklavung. Daten und Fakten über Zwangsarbeit und Ausbeutung. 2.  Auflage. November 2021 (Online [PDF; 6,8 MB; abgerufen am 29. April 2022]).
- Sabrina Apicella: Das Prinzip Amazon. Über den Wandel der Verkaufsarbeit und Streiks im transnationalen Versandhandel. Hrsg.: Jörn Schütrumpf. VSA-Verlag, Hamburg 2021, ISBN 978-3-96488-098-7.
- Atlas der Staatenlosen. Daten und Fakten über Ausgrenzung und Vertreibung. Oktober 2020 (Online [PDF; 11,4 MB; abgerufen am 29. April 2022]).
- Christoph Trautvetter: Wem gehört die Stadt? Analyse der Eigentümergruppen und ihrer Geschäftspraktiken auf dem Berliner Immobilienmarkt. Oktober 2020 (Online [PDF; 3,3 MB; abgerufen am 29. April 2022]).
- Christoph Trautvetter und Sarah Knechtel: Wem gehört die Stadt? Teil 2  Eigentümergruppen und ihrer Geschäftspraktiken in sechs deutschen Städten. November 2022 (Online [PDF; 2,2 MB; abgerufen am 26. Mai 2023]).
- Bärbel Förster (Hrsg.): Ohne Gedächtnis keine Zukunft. Archive brauchen Gegenwart. Eine Bilanz zu 20 Jahren «Archiv Demokratischer Sozialismus». Dezember 2019 (Online [PDF; 2,0 MB; abgerufen am 29. April 2022]).
- Atlas der Migration. Daten und Fakten über Menschen in Bewegung. Juni 2019 (Online [PDF; 2,6 MB; abgerufen am 29. April 2022]).
- Adrian Garcia-Landa, Christoph Trautvetter: Wem zahle ich eigentlich Miete? Den finanzialisierten Immobilienmarkt verstehen: Ein Recherchehandbuch für Mieter*Innen. Februar 2019 (Online [PDF; 2,3 MB; abgerufen am 29. April 2022]).
- Michael Brie: Rosa Luxemburg neu entdecken. Ein hellblaues Bändchen zu »Freiheit für den Feind! Demokratie und Sozialismus«. VSA-Verlag, Hamburg 2019, ISBN 978-3-89965-886-6.
- Uwe Witt: Eher grau als grün. Kriterien für «Grünen Wasserstoff» nach dem Delegated Act – Eine Erläuterung. Mai 2023 (Online [PDF; 622 kB; abgerufen am 10. Juni 2023]).
- Mario Candeias: Wirtschaftswende jetzt. Die Erosion des deutschen Exportmodells erfordert Elemente einer neuen Ökonomie. Juni 2023 (Online [PDF; 622 kB; abgerufen am 11. Juli 2023]).
- Johanna Bussemer, Krunoslav Stojakovic, Dorit Riethmüller: Europa sozial und ökologisch: Ja! - Ergebnisse einer repräsentativen Umfrage im Auftrag der Rosa-Luxemburg-Stiftung. Juli 2023 (Online [PDF; 1,3 MB; abgerufen am 27. Juli 2023]).
- Atlas der Abrüstung. Daten und Fakten gegen die Kriege von heute und morgen. April 2024 (Online [PDF; 6,5 MB; abgerufen am 18. April 2024]).
- Juliane Schumacher: Mythen und Fakten zum Klimawandel: "Klimaschutz funktioniert am besten über den Markt" luxemburg argumente Nr. 23. Hrsg.: Rosa-Luxemburg-Stiftung. April 2024, ISSN 2193-5831.